# آدم كونكل
آدم كونكل هو منافس ألعاب قوى كندي، ولد في 24 فبراير 1981.

## وصلات خارجية
- آدم كونكل على موقع الاتحاد الدولي لألعاب القوى (الإنجليزية)
- آدم كونكل على موقع الاتحاد الكندي لألعاب القوى (الإنجليزية)
- آدم كونكل على موقع اللجنة الأولمبية الكندية (الإنجليزية)